# Edward Cussler
Edward Cussler - profesor na Uniwersytecie w Minnesocie. Zdobywca Nagrody Ig Nobla w 2005 roku za eksperymentalne badanie prędkości pływania w syropie i w wodzie. W czasie ceremonii przyznania nagrody wyszedł na scenę w slipkach.